# Runaway (chimica)
In chimica e nell'ingegneria chimica, con il termine runaway (o run-away) ci si riferisce ad una situazione in cui un incremento di temperatura crea delle condizioni che determinano un ulteriore aumento di temperatura, per cui si genera uno scostamento incontrollato dalle condizioni di equilibrio del sistema. È un particolare caso di feedback positivo.
Nei casi gravi una situazione di runaway può determinare un'esplosione, che viene detta esplosione termica.

## Runaway per reazioni fuggitive

Rappresentazione di una situazione di runaway causato da una reazione fuggitiva.

Il runaway può essere determinato dall'azione di una reazione esotermica (ovvero che sviluppa calore) e può sfociare in un'esplosione (spesso del reattore chimico dove avviene la reazione). Si parla in questo caso di reazioni fuggitive o reazioni di runaway per identificare le reazioni scatenanti il runaway.

### Dinamica di un runaway
Le fasi in cui si può svolgere un runaway con conseguente esplosione di un reattore chimico sono le seguenti:
1. a causa di una miscelazione inefficiente o di un guasto nel sistema di raffreddamento del reattore, si crea una regione all'interno del reattore chimico con una temperatura elevata, detta "hot-spot" (dall'inglese, "punto caldo");
2. la velocità di reazione cresce in corrispondenza dell'hot-spot (esponenzialmente all'aumentare della temperatura,[5] secondo l'equazione di Arrhenius);
3. all'aumentare della velocità di reazione, essendo la reazione esotermica, cresce il calore prodotto dalla reazione;
4. il calore prodotto dalla reazione si traduce in un ulteriore aumento di temperatura;
5. la pressione all'interno della reattore aumenta a causa dell'aumento della temperatura (come dettato dalle equazioni di stato dei fluidi), a cui può sommarsi un ulteriore aumento di pressione associato ad un aumento del numero di moli dei prodotti di reazione (dovuto allo svolgersi della reazione, che avviene più velocemente);
6. l'ulteriore aumento di temperatura provoca un ulteriore aumento della velocità di reazione, che porta ad un ulteriore aumento della temperatura e della pressione, e così via, finché la pressione all'interno del reattore non supera la pressione massima ammissibile dalle pareti del reattore; questa è la fase di "autoaccelerazione";[1]
7. una volta raggiunta la massima pressione ammissibile dal reattore (o poco prima o poco dopo), si ha in genere l'apertura del disco di rottura, il quale rilascia nell'ambiente circostante parte del fluido contenuto nel reattore (con conseguenze gravi nel caso in cui tale fluido sia pericoloso per la salute e/o per l'ambiente). Se non è stato predisposto un disco di rottura o altri dispositivi di sicurezza o se tali dispositivi vanno incontro a malfunzionamento, si può verificare l'esplosione del reattore.[2]

La situazione di runaway descritta sopra può essere evitata a priori migliorando la miscelazione all'interno del reattore, oppure può essere contrastata dall'effetto di un sistema di controllo, il quale deve intervenire raffreddando il sistema in tempi abbastanza rapidi (ad esempio, nel caso di reattore incamiciato, aumentando la portata di fluido di servizio che attraversa la camicia).
Il runaway non sempre è causato dalla reazione chimica principale: può essere infatti causato da reazioni esotermiche secondarie che avvengono alle alte temperature.

### Eventi incidentali
Tra gli eventi incidentali che hanno avuto luogo nell'industria chimica a causa di una situazione di runaway si ricordano i seguenti:
- il disastro di Texas City (1947), dovuto al surriscaldamento di un carico di nitrato d'ammonio trasportato dalla nave coinvolta nell'incidente;
- il disastro di Bhopal (1984), che portò al rilascio di grandi quantità di isocianato di metile;[6]
- il disastro di Seveso, in cui a causa delle alte temperature raggiunte durante il runaway, venne prodotta diossina, rilasciata nell'ambiente a causa dell'apertura del disco di rottura.[7]